# Socialt beteende
Socialt beteende är - i fysik, fysiologi och sociologi - beteende som riktas mot samhället eller äger rum mellan medlemmar av samma art. Beteende såsom plundrande som rör medlemmar av olika arter är inte socialt.
Medan många sociala beteenden är kommunikativa (en förändring i beteende, utan att agera direkt på mottagaren) är kommunikation mellan medlemmar av olika arter inte socialt beteende. Samlingsnamnet beteendevetenskap används för att hänvisa till vetenskap som studerar beteendestörningar i allmänhet.
I sociologi innebär "beteende" en djurlik aktivitet som saknar social mening eller socialt sammanhang, i motsats till "socialt beteende" som har båda. I en sociologisk hierarki följs socialt beteende av sociala åtgärder, som riktar sig mot andra människor och är avsedd att få en reaktion. Vidare längs denna stigande skala finns social interaktion och social relation. Sammanfattningsvis är socialt beteende en kommunikationsprocess.
Bland specifika sociala beteenden iakttas till exempel aggression, altruism, syndabock och blyghet.